# William Fisher Hoyt
William Fisher Hoyth (24 de enero de 1869 - 15 de abril de 1912) fue un pasajero de primera clase estadounidense y víctima en el hundimiento del RMS Titanic. Fue la primera víctima del desastre declarada oficialmente muerta.

## Biografía
Nació el 24 de enero de 1869 en Wadsworth, Medina, Ohio hijo del carpintero Charles E. Hoyt (1835-1915) y su esposa Helen Maria Fisher (1841-1917). Tenía tres hermanos, Gordon C. (1863-1943), Charles S. (1865-1918) y Carl H. (1874-1916). En los años 1880 la familia se mudó a Cleveland.
En 1910, William residía en Manhattan, Nueva York y llevaba varios años trabajando como comprador para la firma Houghton, Lee & Hoyt, un puesto que le había hecho cruzar el Atlántico en varias ocasiones. También estaba relacionado con Lozier Bicycle Company y Sterling & Welch, Co, y había sido el capitán del Lakeside Bicycle Club.
A principios de 1912, Hoyt regresaba de uno de sus frecuentes viajes de negocios a Europa, embarcando el 10 de abril de 1912 en el Titanic en Cherburgo, Francia.

## Muerte
Hoyt fue uno de los cientos de pasajeros que el hundimiento del trasatlántico dejó flotando gracias a los salvavidas, a expensas de las gélidas aguas. El quinto oficial Harold Lowe regresó a la zona del naufragio con el bote salvavidas 14 para buscar supervivientes y escuchó un gemido en el agua. Los ocupantes del bote encontraron un hombre inmóvil casi inconsciente, a flote gracias al salvavidas, sangrando por la nariz y la boca. Hoyt era un hombre grande y corpulento, por lo que tuvieron dificultades para subirlo a bordo, requiriendo la participación de todos los tripulantes presentes. Lowe informó: "Después que lo subimos al bote, le quitamos el cuello para darle más oportunidad de respirar, pero desafortunadamente, murió. Estaba demasiado perdido cuando lo recogimos."
Fue devuelto al mar en un entierro marino el 16 de abril por los marineros del RMS Carpathia, tras haber sido identificado por el contenido de sus bolsillos: tarjetas que incluían una tarjeta de miembro del New York Athletic Club y otra de identificación de Fidelity and Casualty Company de Nueva York, así como un reloj de bolsillo y su cadena ambos de factura peculiar. Su hermano Gordon viajó a Washington D. C. para preguntar por él a los miembros de la tripulación, inicialmente sin éxito.